# 杜良娣
杜良娣（?—?），京兆郡杜陵县（今陕西省西安市）人，赞善大夫杜有邻之女。唐朝太子妃嬪，唐肃宗作为太子时的良娣。
杜良娣的姐夫柳勣和嗣虢王李巨、淄川郡太守裴敦复、北海郡太守李邕、著作郎王曾关系密切。柳勣和岳父杜有邻不和，天宝五载（746年）十一月，诬告岳父交通东宫，对皇帝有不敬之词。让李邕作证。李林甫于是大兴冤狱。十二月，唐玄宗赐死杜有邻，柳勣、王曾也被杖杀。太子被迫出杜良娣为庶人，李巨贬为义阳郡司马。次年（747年）正月，裴敦复、李邕也被杖杀。